# Lista de bispos de Nísibis
Lista dos bispos da cidade de Nísibis na Mesopotâmia.

## Arcebispos nicenos
- Babu † (301-309);[1]
- Tiago † (309 – depois de 325);[nt 1]
- Volageso † (338 – depois de 359);
- Abraão † (antes de 363).

## Arcebispos siríacos orientais
A lista a seguir mostra apenas metropolitas historicamente atestados; os dípticos mostram quinze nomes de bispos completamente desconhecidos das fontes históricas.
- Oseias I † (antes de 410 – depois de 424);[2][nt 2]
- Barsauma I † (antes de 484 - depois de 486);
- Oseias II † (mencionado em 497);
- Jorge I † (mencionado em 523);
- Elias I † (antes de 552);
- Paulo † (antes de 554 - 573);[2][nt 3]
- Simeão † (mencionado em 585);
- Gregório † (? - c. 601; exilado);[3][nt 4]
- Ahadabui † (mencionado em 602);
- Caxa † (mencionado em 615 );
- Ciríaco † (antes de 628 - depois de 640);
- Barsauma II † (645 – 646);
- Isaque † (mencionado em 646);[4][nt 5]
- Jorge II † (antes de 659);
- João di Dasém † (antes de 680);
- Camixo † (697 – 697);[5][nt 6]
- Sabrixo I † (antes de 699/700 – falecido ca. 727/728);[5]
- Ruzbihan † (na época do patriarca Slibaʿzkha - 714-728);[5][nt 7]
- Cipriano † (ca. 740/741 – ca. 766/767);[6]
- João † (antes de 776/777 – depois de 790);[2][6][nt 8]
- Iwannis † (809 - ?);
- Sérgio † (antes de 850-860; eleito patriarca da Igreja do Oriente);
- Caioma † (antes de 872 - depois de 884);[5][nt 9]
- Boctixo † (? - 912/913);[6]
- Henanixo † (cerca de 914 – depois de 936);
- Ixoiabe I † (? – 994/995);[5][6]
- Yahballaha I † (994/995 – falecido em 3 de dezembro de 1007);[5][6][nt 10]
- Elias I bar Sinaia † (26 de dezembro de 1008 nomeado - 18 de julho de 1046);[6][nt 11]
- Abedixo I † (? - 1074; eleito patriarca da Igreja do Oriente);[7][8][nt 12]
- Jorge III † ( 1074 nomeado - 1077);[5][nt 13]
- Ixoiabe ibne Hamade † ( 1077 - 1105);[5]
- Sabrixo I † ( 1105 – 1117/1118);
- João † (antes de 1134 - depois de 1139);
- Elias II † (? - 1176; eleito patriarca da Igreja do Oriente);
- Yab-Alaha bar Caioma † (? - 1190; eleito patriarca da Igreja do Oriente);
- Manuel † (mencionado em 1197);
- Ixoiabe II † (antes de 1222 – depois de 1247);
- Maquica † (? - 1257; eleito patriarca da Igreja do Oriente);
- Abedixo II † (mencionado em 1271);
- Ixozca † (mencionado em 1281);[5][nt 14]
- Abedixo III bar Brica † (c. 1285/1291 – após 1318);[4][9][nt 15]
- Timóteo † (mencionado em 1429/30);[10]
- Abedixo IV † (mencionado em 1458);[10]
- Elias II † (antes de 1477 – depois de 1483);[10]
- Ixoiabe III † (antes de 1554 – depois de 1575);[10]
- Iacube † (antes de 1581 – depois de 1614).[10]

## Arcebispos siríacos ortodoxos
- Abraão I † (mencionado por volta de 631);
- Davi † (na época do patriarca Ciríaco - 793-817);
- Lázaro † (na época do patriarca Ciríaco - 793-817);
- Filoxenes † (na época do patriarca Ciríaco - 793-817);
- Abraão II † (na época do patriarca Dionísio I de Tel Mahre - 817-845);
- Eliseu † (na época do patriarca João III - 846-873);
- Isaque † (na época do patriarca Dionísio II - 897-909);
- Abraão III † (na época do patriarca João IV Qurzahli – 910-922);
- Jó † (na época do patriarca João V - 936-953);
- José † (na época do patriarca Iwanis II - 954-957);
- João I † (na época do patriarca João VI Sarigta – 965-985);
- Basílio † (na época do patriarca João VII bar Abdun - 1004-1033);
- Atanásio I † (na época do patriarca João VIII - 1049-1057);
- Pedro † (na época do patriarca João VIII – 1049-1057);
- João II † (mencionado em 1166);
- Abraão IV † (mencionado em 1189);
  - Sé abolida.
- Cirilo I † (mencionado em 1860);
- Cirilo II † ( falecido em 1881 - 1901);
- Atanásio II † (mencionado em 1905).

## Arcebispos titulares latinos
- Giovanni Battista Braschi † (20 de dezembro de 1724 - 24 de novembro de 1736);
- José Bolaños Calzado, OFM Disc. † (24 de novembro de 1738 - 7 de abril de 1761);
- Cesare Brancadoro † (20 de outubro de 1789  - 11 de agosto de 1800);
- Lorenzo Caleppi † (23 de fevereiro de 1801 - 10 de janeiro de 1817);
- Vincenzo Macchi † (2 de outubro de 1818 - 2 de outubro de 1826);
- Carlo Luigi Morichini † (21 de abril de 1845  - 18 de março de 1852);
- Vincenzo Tizzani, CRL † (30 de março de 1855  - 15 de janeiro de 1886)
- Johann Gabriel Léon Louis Meurin, SI † (15 de setembro de 1887 - 27 de setembro de 1887);
- Giuseppe Giusti † (14 de dezembro de 1891 - 31 de março de 1897);[11]
- Federico Pizza † (19 de abril de 1897 - 28 de março de 1909);
- Francis McCormack † (21 de junho de 1909 - 14 de novembro de 1909);
  - Gregório Govrik, CAM † (28 de abril de 1910 - 26 de janeiro de 1931).[12]
- Giuseppe Petrelli † (30 de março de 1915 - 29 de abril de 1962);
- José de la Cruz Turcios y Barahona, SDB † (18 de maio de 1962 - 18 de julho de 1968).